# Wiecheć płowy
```

```

Wiecheć płowy (próchnowy)(Alosterna tabacicolor) – gatunek chrząszcza z rodziny kózkowatych.